# Etheostoma rufilineatum
Etheostoma rufilineatum е вид лъчеперка от семейство Percidae.